# Nagyvirágú som
A nagyvirágú som (Cornus nuttallii) a somvirágúak (Cornales) rendjébe és a somfélék (Cornaceae) családjába tartozó faj.

## Előfordulása
A nagyvirágú som Nyugat-Észak-Amerikában őshonos. Élőhelye Brit Columbiától Dél-Kaliforniáig terjed. Idaho állam középső részén is van egy állománya. Haida Gwaii szigeten termesztik.

## Megjelenése
A nagyvirágú som 10-25 méter magas, lombhullató fa. Levelei átellenesek és egyszerű oválisak, 8-12 centiméter hosszúak és 5-8 centiméter szélesek. A virágok aprók, 2-3 milliméter átmérőjűek, de 2 centiméter átmérőjű virágzatba tömörülnek. A virágzatot 4-8 nagy, 4-7 centiméter hosszú, fehér murvalevél veszi körül. Termése körülbelül 2-3 centiméter átmérőjű, összetett, rózsaszínes-vöröses. A termésben 50-100 kis mag található. A termés ehető, de nem nagyon ízletes.

## Kórokozója
A nagyvirágú somot és közeli rokonát, a pompásvirágú somot (Cornus florida) a Discula destructiva nevű Pezizomycotina-gomba erősen veszélyezteti. Ez a gomba már számos kifejlett egyedet pusztított el a természetben. Ugyanez a gomba megakadályozza, hogy a nagyvirágú somot széles körben, dísznövényként használják.

## Neve
A növény Thomas Nuttall angol botanikusról és zoológusról kapta a nevét, aki a 19. században Amerikában tevékenykedett.

## Felhasználása
Az északnyugati partvidéki és fennsíki indiánok ennek a somfajnak a kérgét hashajtónak és hánytatószernek használták.

## A kormány általi felhasználása
A nagyvirágú som Brit Columbia címernövénye. Ezt a növényt, a Rhododendron macrophyllum és Trillium ovatum mellett, törvény védte, egészen 2002-ig, amikor is a védelmet visszavonták.
A BC High School curriculum program érettségiző diákjai „Dogwood Diploma”-at (Som Oklevelet) kapnak az Oktatási Minisztériumtól (Officially, British Columbia Certificate of Graduation).

## Képek

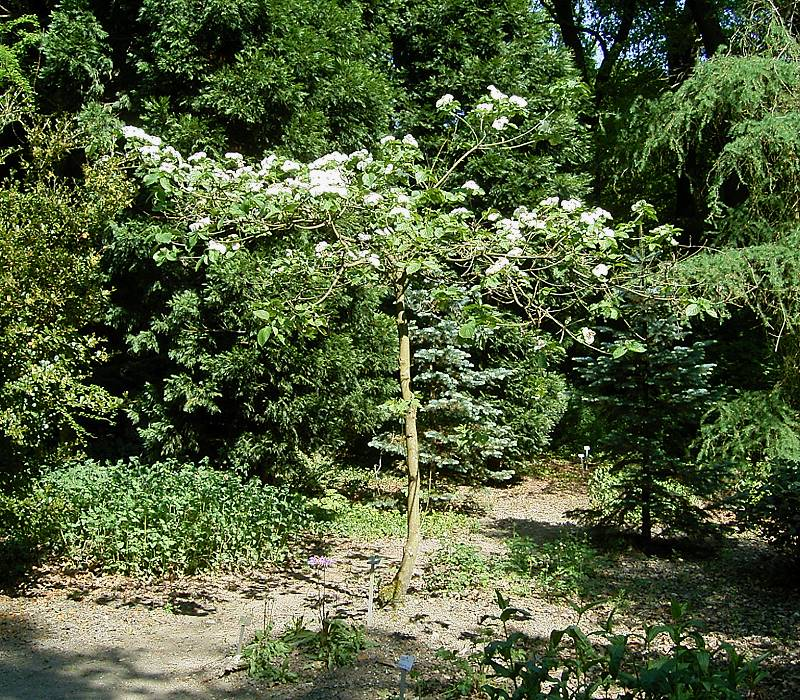
A növény
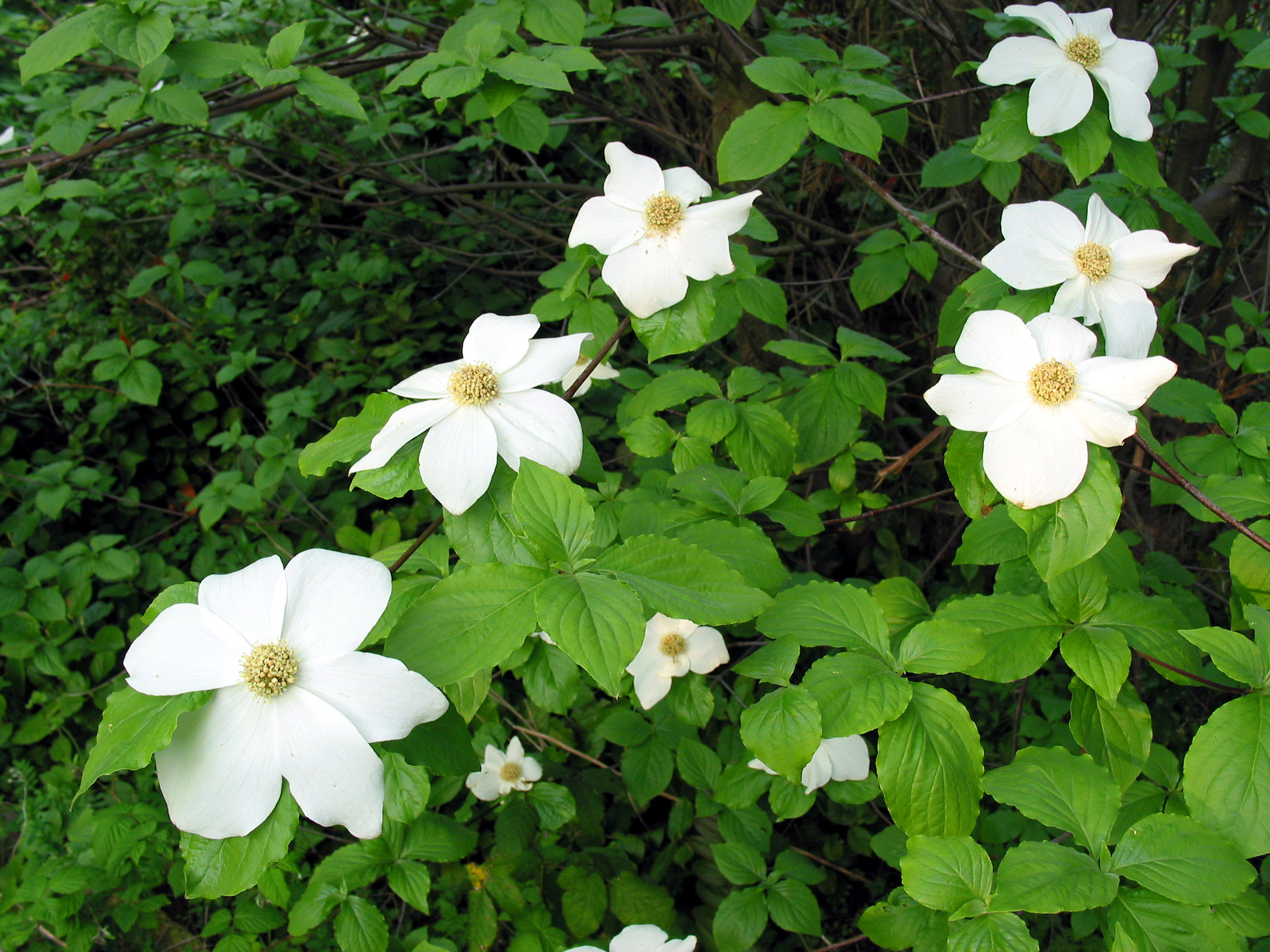
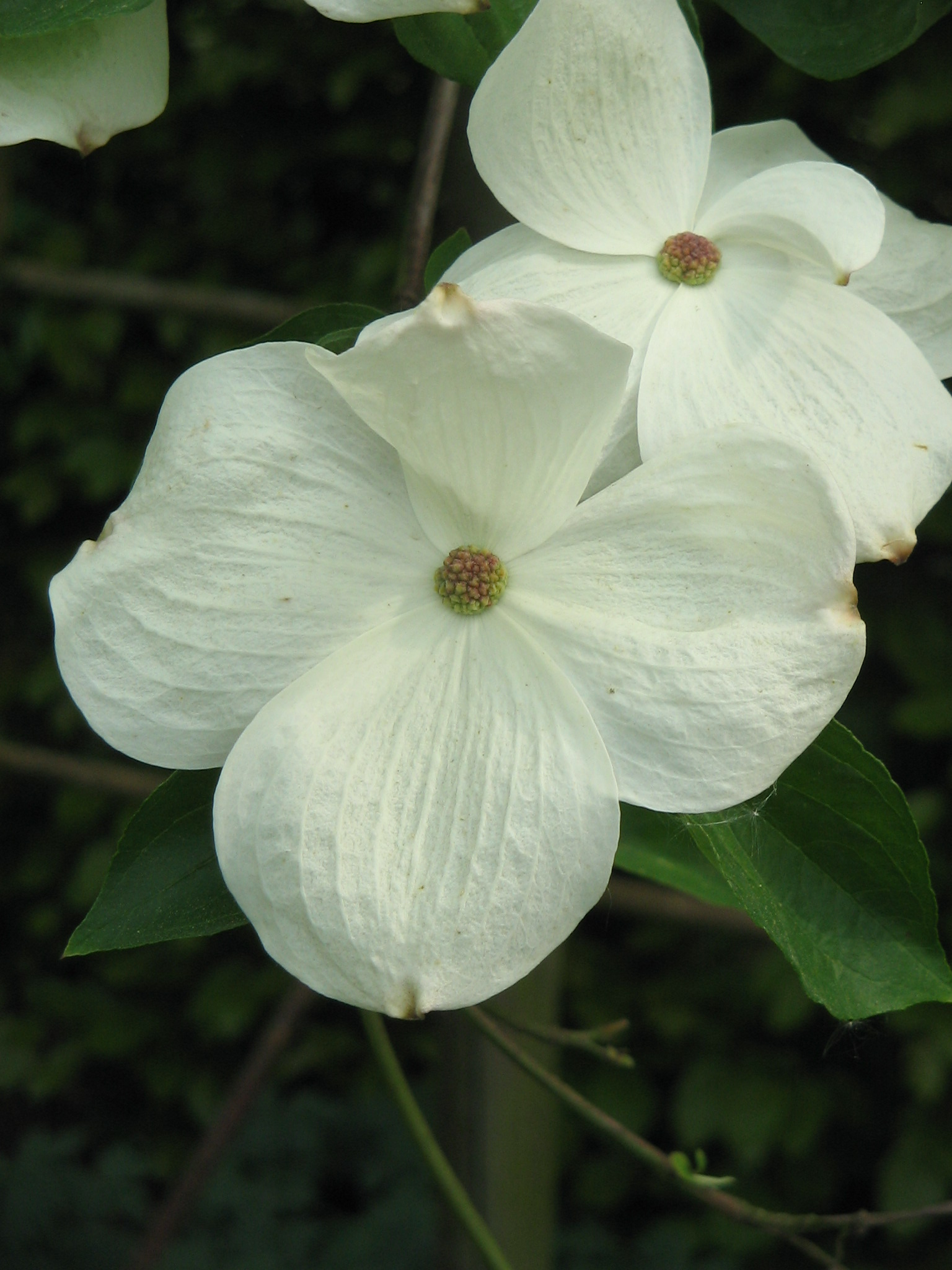
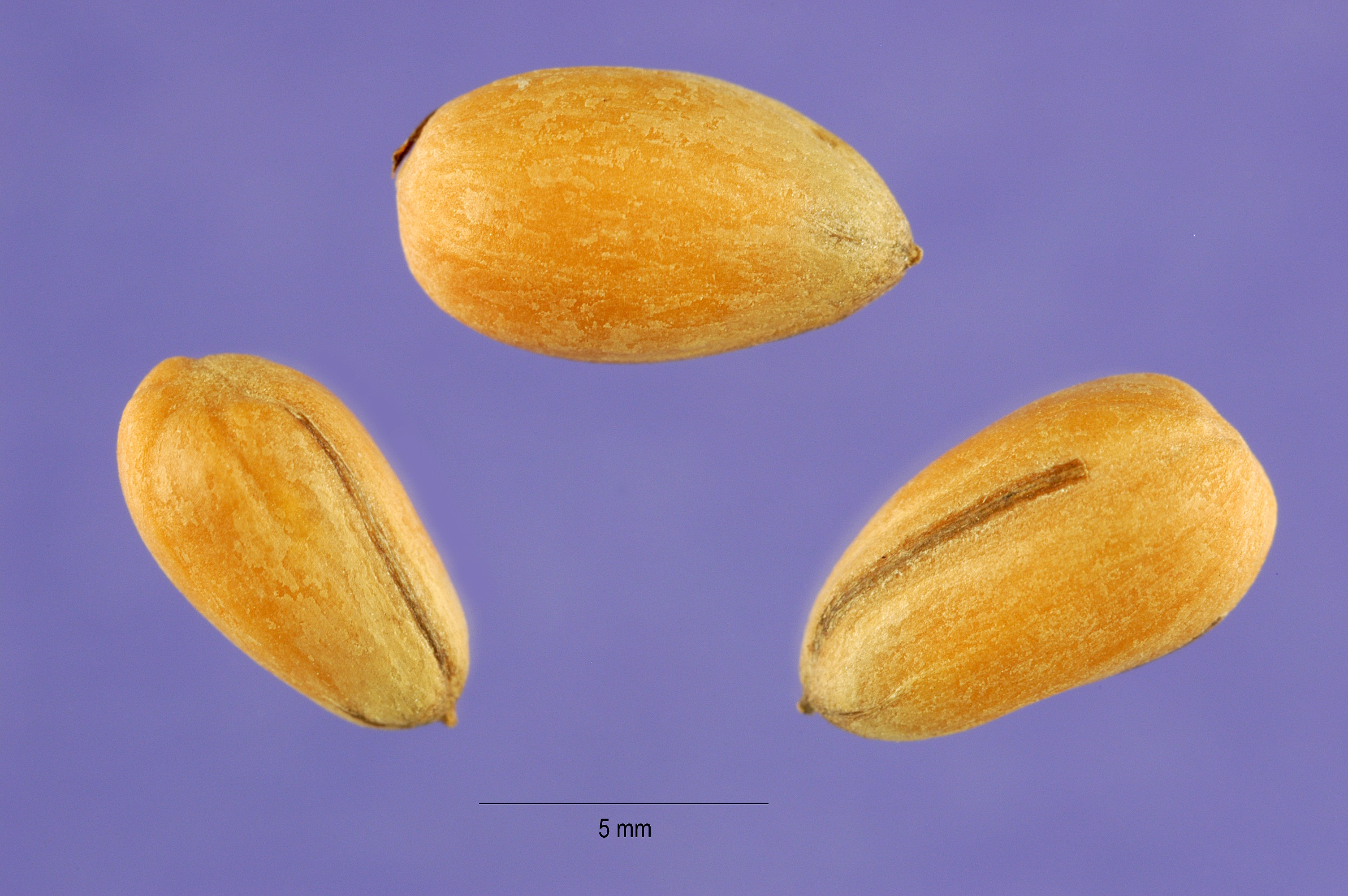
A magok

## Fordítás
- Ez a szócikk részben vagy egészben  a   Pacific Dogwood című angol Wikipédia-szócikk ezen változatának fordításán alapul.  Az eredeti cikk szerkesztőit annak laptörténete sorolja fel. Ez a jelzés csupán a megfogalmazás eredetét és a szerzői jogokat jelzi, nem szolgál a cikkben szereplő információk forrásmegjelöléseként.